# Reichsbrücke

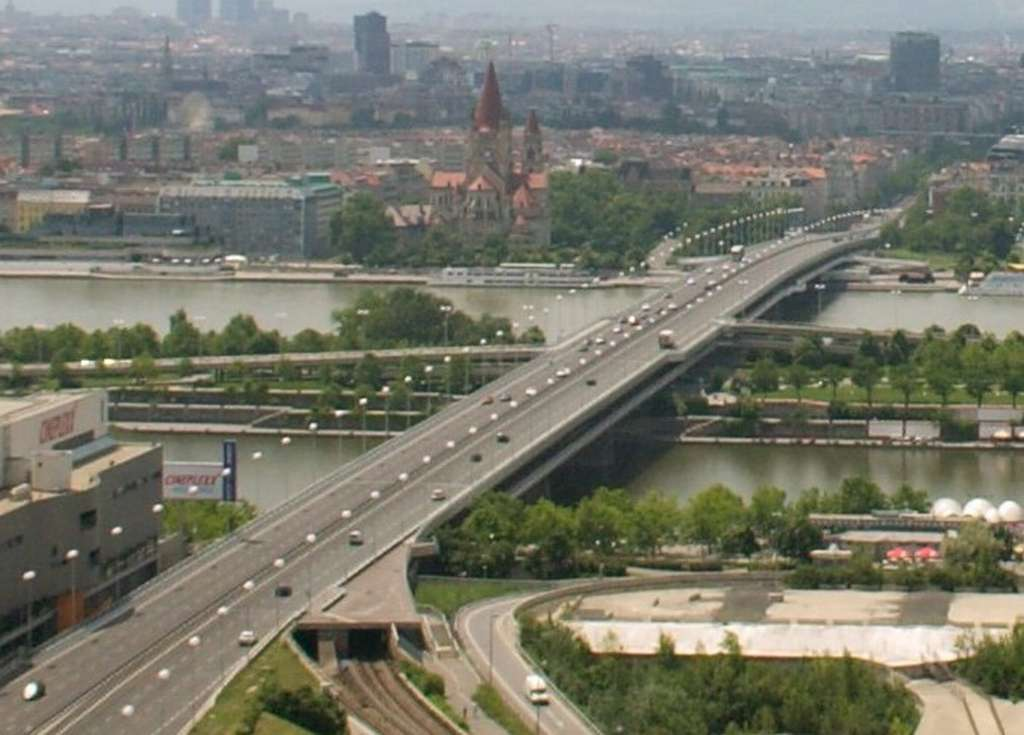
Reichsbrücke

Reichsbrücke är en bro i Wien som går över Donau. Den första bron invigdes 1876 som Kronprinz-Rudolf-Brücke och ersattes av en ny bro 1937. Reichsbrücke kollapsade på morgonen den 1 augusti 1976. En lastbilsförare omkom. En ersättningsbro stod klar i oktober 1976. 1980 öppnades den nya bron och 1982 körde för första gången tunnelbanan över bron.